# Nokia E66
Pour les articles homonymes, voir E66.
Le Nokia E66 est un smartphone coulissant de la gamme Nokia Série E. Il est le successeur du Nokia E65 avec lequel il partage de nombreuses caractéristiques.

## Caractéristiques
- Système d'exploitation Symbian OS[2] S60 v3.1 (3rd Edition, Feature Pack 1) - Version du Symbian OS : v9.2
- Processeur ARM 11 369 MHz
- GSM/EDGE/3G/3G+[2]
- 107,5 × 49,5 × 13,6 mm pour 121 grammes[2]
- Écran de 2.4 pouces[2] de définition 240 × 320 pixels
- Batterie de 1 000 mAh[2]
- Mémoire : 110 Mo[2] extensibles par carte mémoire Micro SD[2] limité à 8 Go
- Appareil photo numérique de 3,15 MégaPixels[2]
- Flash DEL
- Appareil photo numérique secondaire pour la visiophonie
- WiFi[2] b,g[1]
- Bluetooth 2.0  Stéréo
- A-GPS (Logiciel Ovi  cartes inclus)
- Inclinomètre pour la rotation de l'écran[1]
- Vibreur,
- DAS : 1,37 W/kg.

## Interface
Grâce aux liaisons USB ou Bluetooth et au logiciel Nokia PC Suite, il est possible de :
- synchroniser le téléphone avec Windows Outlook (calendrier, taches, contacts, etc.)[3] ;
- transférer les photos du E66 vers le PC ;
- envoyer des texto à partir du PC ;
- ajouter des logiciels à partir de « Nokia Store »[4] ;
- etc.